# Matthiola tatarica
Matthiola tatarica är en korsblommig växtart som först beskrevs av Pall., och fick sitt nu gällande namn av Dc. Matthiola tatarica ingår i släktet lövkojor, och familjen korsblommiga växter. Inga underarter finns listade i Catalogue of Life.